# ジャン・ジャコモ・カプロッティ
ジャン・ジャコモ・カプロッティ（伊: Gian Giacomo Caprotti、1480年 - 1524年3月10日以前）は、ルネサンス期のイタリア人芸術家。通称のサライ （伊: Salaì、「小悪魔」の意）として世界的に知られ、1490年から1518年にかけて、レオナルド・ダ・ヴィンチの弟子だったことで有名である。サライが住み込みの徒弟としてレオナルドに入門したのは10歳のときで、画家としてはアンドレア・サライ (伊: Andrea Salai) という名前で活動し、レオナルドが死去する直前まで生活を共にした。

## 生涯

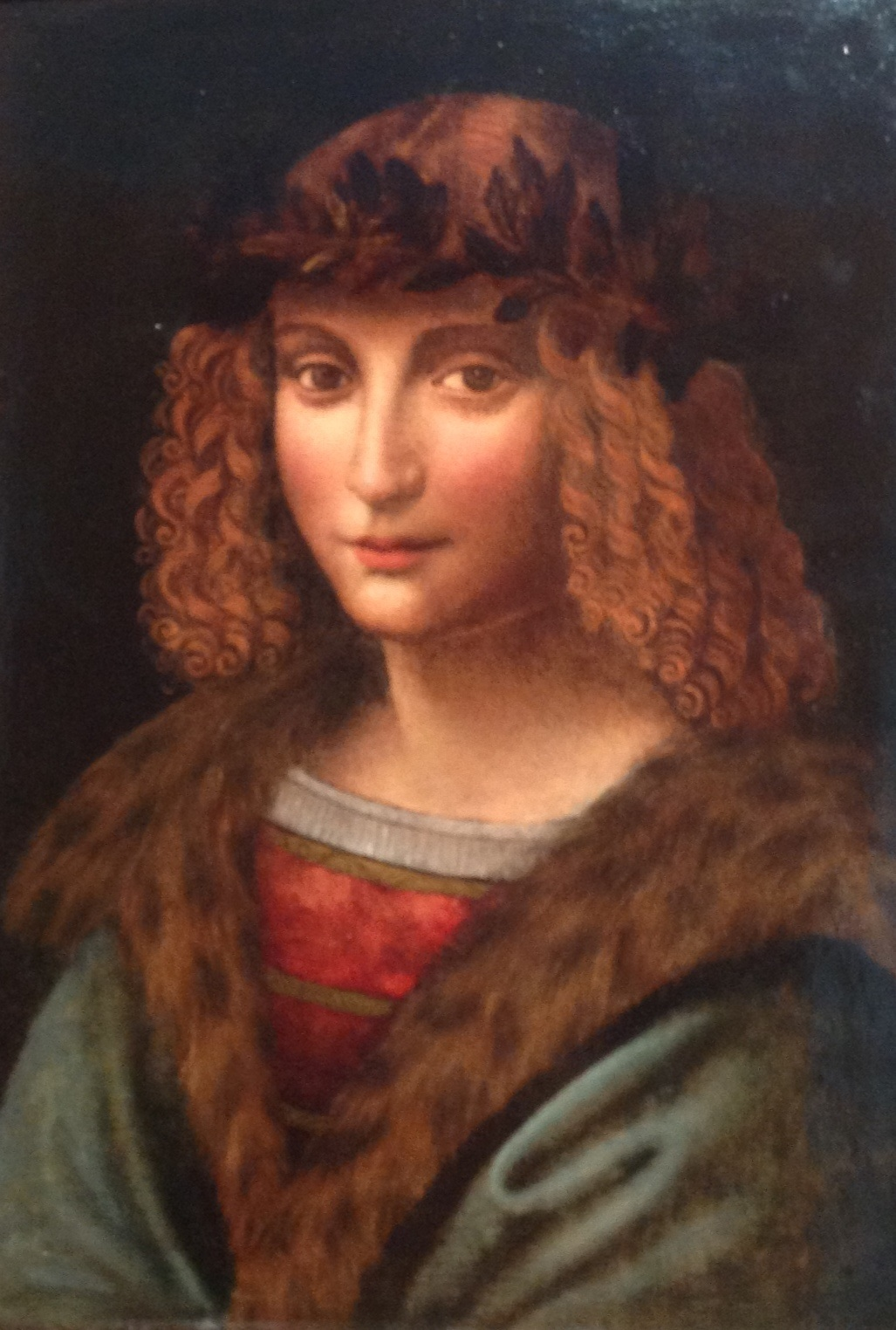
『サライの肖像』（1502年 - 1503年頃）、プライベート・コレクション（リヒテンシュタイン）。
レオナルドの弟子が描いたサライの肖像画。

1480年、ピエトロ・ディ・ジョヴァンニの息子として生まれた。ピエトロは、ミランのポルタ・ヴェルチェッリーナ近郊に、レオナルドが所有していたワイン畑で働いていた人物である。サライは10歳のときに住み込みの徒弟としてレオナルドに入門した。マニエリスム期のイタリア人芸術家、美術史家ジョルジョ・ヴァザーリは、その著書『画家・彫刻家・建築家列伝』でサライについて「優雅で美しい若者で、レオナルドは（サライの）巻き毛を非常に好んでいた」と記している。レオナルドがサライのことを「盗人、嘘吐き、強情、大食漢」と表現している通り、サライはレオナルドの金銭や貴重品を少なくとも五回は盗んだことがある。しかしながらレオナルドはサライを25年以上ないし30年にわたり自宅に住まわせて、絵画技法を教え込み続けた。特筆に値しないまでも画家としてのサライはそれなりに有能で、レオナルドの『モナ・リザ』のヌード・ヴァージョン（現存せず）を模写した『モナ・ヴァナ』を始め、数点の絵画作品が現存している。また、サライはレオナルドの『洗礼者聖ヨハネ (en:St. John the Baptist (Leonardo))』と『バッカス (en:Bacchus (Leonardo))』（下絵のみレオナルドが制作）のモデルとなったと考えられている。
レオナルドは二度目のミラノ滞在中に、ロンバルディアの貴族の子弟フランチェスコ・メルツィを弟子にした。レオナルドは1513年にローマ、1516年にフランスを訪れているが、どちらにもサライとメルツィが同行している。成長したメルツィはレオナルドの秘書兼主席助手となり、後に『レオナルド・ダ・ヴィンチ手稿』として出版されることになる、レオナルドの膨大な手稿の整理を任せられている。ヴァザーリはメルツィについて「当時のレオナルドがもっとも愛した美しい若者」と記している。フランスでメルツィは「巨匠レオナルドと暮らしているイタリア紳士」として歓迎され、400エキュを寄進した。一方当時40歳を超えていたサライは「召使い」と呼ばれ、100エキュだけを寄進している。サライは1518年にレオナルドのもとを去り、フランスを後にした。ミラノに戻ったサライは、父親が働いていたレオナルド所有のワイン畑で芸術活動を続けた。1519年にレオナルドが死去したときに、このワイン畑の半分を遺言によってサライが相続している。また、サライは遺産としてワイン畑だけではなく『モナ・リザ』など複数の絵画作品も同時に相続したと考えられている。サライが相続したこれらの絵画作品の多くは、後にフランス王フランソワ1世の所有となった。
サライは1523年6月14日に、43歳でビアンカ・コロディローリ・ダンノと結婚した。結婚した翌年に決闘で負った矢傷がもとで死去し、1524年3月10日にミラノで埋葬された。

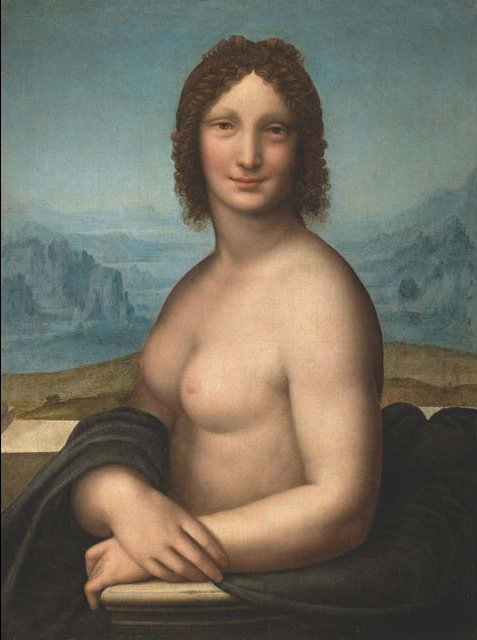
サライが描いた『モナ・ヴァナ』 ルーヴル美術館所蔵 レオナルドの『モナ・リザ』のヌードヴァージョンの模写。
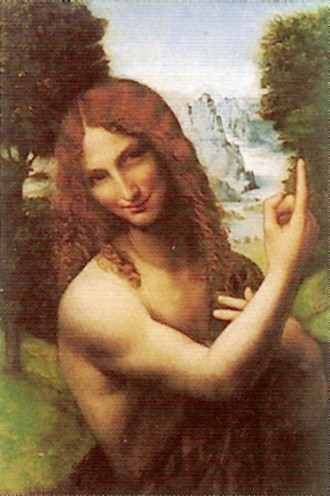
サライが描いた『洗礼者聖ヨハネ』（1510年から1520年頃） アンブロジアーナ図書館所蔵 レオナルドの『洗礼者聖ヨハネ』の複製画。
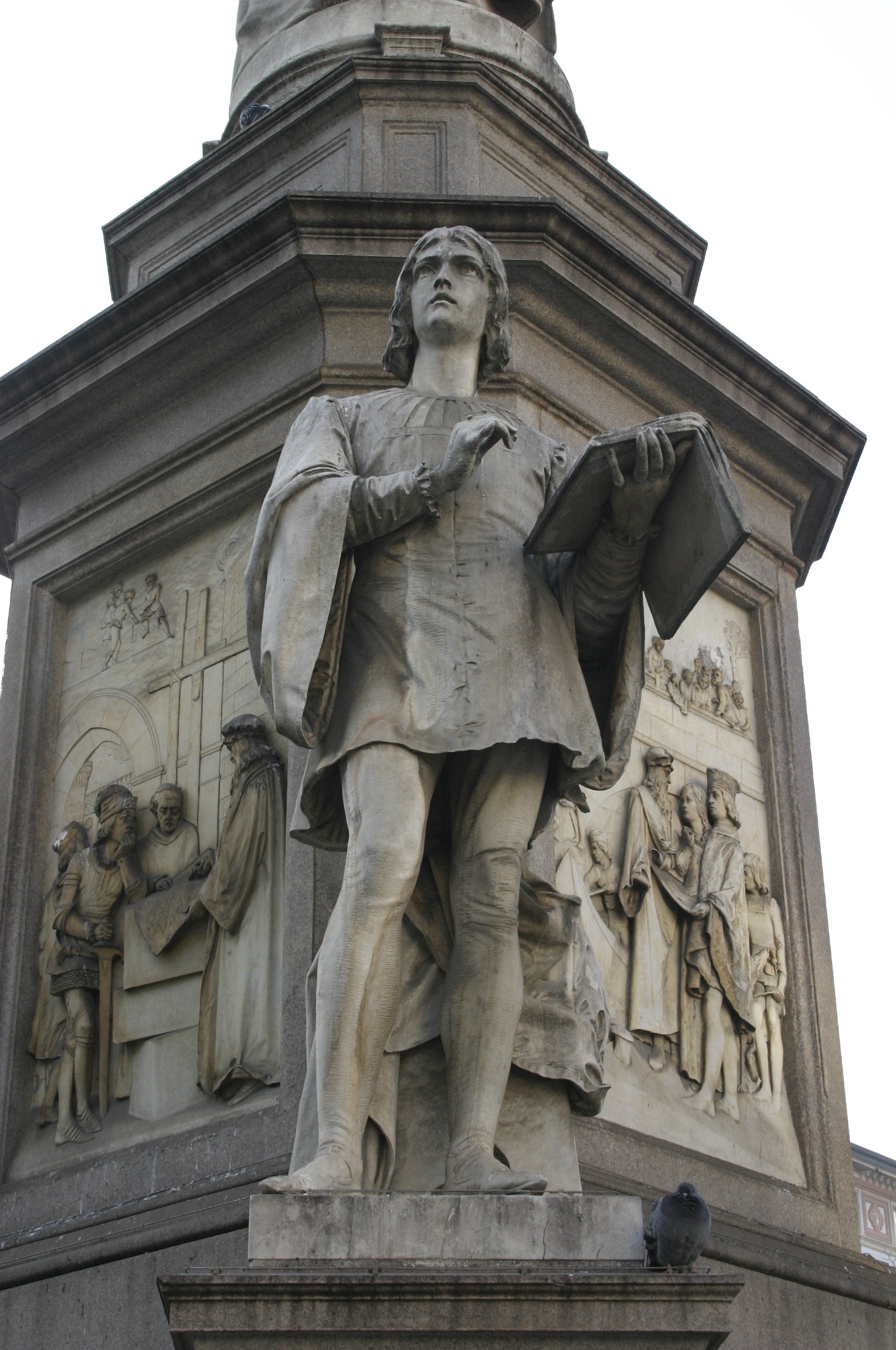
ミラノのデッラ・スカーラ広場にある、レオナルドの彫像の周囲に配されているサライの立像。

## サライの性的指向に対する憶測

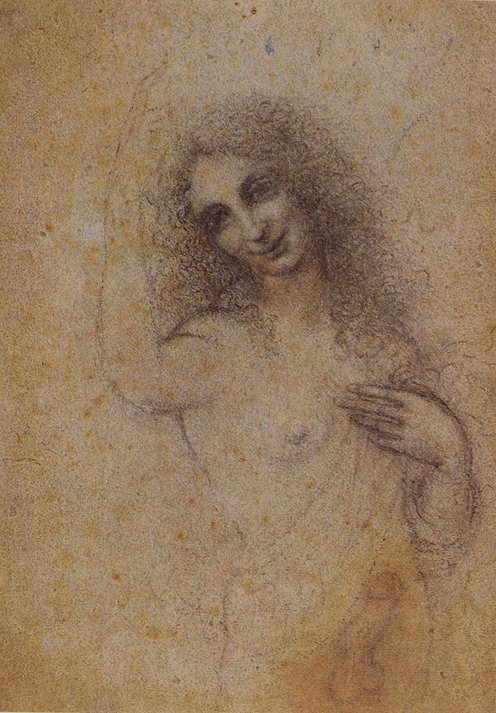
レオナルドが描いた『人間の姿をした天使』（1515年頃）、ルーヴル美術館所蔵。
サライがモデルではないかといわれている。

現存するレオナルドや弟子たちのドローイングによって、サライの性的指向が取りざたされることが多い。レオナルドの絵画作品『洗礼者聖ヨハネ』の下絵とされる『人間の姿をした天使』と呼ばれるドローイングに描かれている、勃起した男性器をもつ半裸の人物像のモデルはサライだといわれている。『人間の姿をした天使』の人物像の顔は、ルーヴル美術館が所蔵する『洗礼者聖ヨハネ』よりも、レオナルドが描いてサライが模写したといわれるサライの肖像画に似ている。レオナルドが残した手稿には、レオナルド以外が描いたスケッチやドローイングも含まれている。『アトランティコ手稿』にも足が生えた男性器に狙われている肛門を描いたラフ画があり、それらは「サライの尻」と呼ばれている。

## 『モナ・リザ』のモデル説
サライが『モナ・リザ』のモデルであると主張するイタリア人研究者もいる。これは『モナ・リザ』に描かれている女性像とサライの顔の特徴、とくに鼻と口が酷似していることをその根拠としている。しかしながら『モナ・リザ』を所蔵するルーヴル美術館はこの説を否定している。